# Gerhard Böhm (Politiker, 1920)
Gerhard Böhm (* 24. November 1920 in Rödlitz, Sachsen; † 20. November 1993 in Berlin) war ein deutscher Politiker (SPD).
Gerhard Böhm besuchte ein Gymnasium, das er mit dem Abitur abschloss. Er studierte an den Universitäten Dresden und Wien und wurde schließlich Diplom-Meteorologe. Nach dem Zweiten Weltkrieg machte er eine Lehrerausbildung und wurde Rektor. 1951 trat er der SPD bei. Bei der Berliner Wahl 1963 wurde Böhm in die Bezirksverordnetenversammlung (BVV) im Bezirk Neukölln gewählt. Bei der folgenden Wahl 1967 wurde er in das Abgeordnetenhaus von Berlin gewählt. Im Juni 1971 wählte ihn die BVV Neukölln als Nachfolger von Erich Frister zum Bezirksstadtrat für Volksbildung, sein Nachrücker im Parlament wurde daraufhin Manfred Twehle. 1981 schied Böhm aus dem Amt aus.